# Харрис (округ, Джорджия)
Ха́ррис (англ. Harris County) — округ штата Джорджия, США. Население округа на 2000 год составляло 23 695 человек. Административный центр округа — город Гамильтон.

## История
Округ Харрис основан в 1827 году.

## География
Округ занимает площадь 1201.8 км2.

## Демография
Согласно Бюро переписи населения США, в округе Харрис в 2000 году проживало 23 695 человек. Плотность населения составляла 19.7 человек на квадратный километр.